# 랴오자이
랴오자이(중국어 정체자: 廖家儀, 병음: Liào Jīayí, 한자음: 요가의, Kelly Liao, 1976년 7월 28일 ~ )는 대만의 배우이다.